# Felberthal
Felberthal ist eine Katastralgemeinde der Gemeinde Mittersill im Bezirk Zell am See, im Oberpinzgau im Land Salzburg.

## Geographie
Das Katastralgebiet umfasst die gesamte Talung Felbertal-Amertal und zieht sich vom Salzachtal bei Mittersill über 16,8 Kilometer südwärts, in die Hohen Tauern (Venedigergruppe im Westen, Granatspitzgruppe im Osten).
Dazu gehören die ganze Ortschaft Unterfelben, die die rechte untere Talseite des Felbertals und das Amertal einnimmt, und Teile von Oberfelben, das die linke Talseite und das Felber Hintertal – aber auch Berglagen des rechten (südlichen) Salzachtals – umfasst.

In der Katastralgemeinde liegen die zerstreuten Häuser Oberfelben und Unterfelden, der Weiler Gugg, die Rotte Guggenbichl, die Einzellagen Amerthal, Bam, Großbruck, Gasthof Gamsblick, Gasthof Haidach, Maut, Mong, Schiederhof, Tauernhaus Spital und Gasthof Taimeralm, sowie das Wolframwerk. Berghütten sind die Amerseehütte und die Sankt Pöltner Hütte (an der Landesgrenze).
An Almen finden sich Glanzalm, Haidbach-Grundalm, -Hochalm, Hiasenastl, Hinterseealm, Karrieglalm, Ehrenfeuchtenalm (Unter- und Oberehrenfeuchten), Erlbachalm, Meilingeralm,  Ödalm, Pembachalm, Reiteralm, Santen-Grundalm und -Hochalm, Schachernalm, Schößwendalm, Tanzlehenalm, Taxeralm, Vorderalm, Wager Alm.
Die Katastralgemeinde umfasst über 80,5 km², zwischen den Gipfeln Pihapper (2513 m ü. A.) und Zwölferkogel (2446 m ü. A.) im Norden, und Tauernkogel (2988 m ü. A.) und (Großem) Landeckkogel (2900 m ü. A.) im Süden.
Nachkatastralgemeinden